# Rodney Begnaud
Rodney Begnaud (nascido em 12 de outubro de 1970) é um lutador de wrestling profissional e mixed martial arts (MMA), mais conhecido por trabalhar nas promoções Extreme Championship Wrestling e WWE nas brands RAW e SmackDown, sobre o ring name Rodney Mack e atualmente luta em circuitos independentes como Road Dogg e Redd Dawg.

## No wrestling
- Finishing and signature moves
  - Blackout Cobra clutch com bodyscissors – WWE
  - Dawg Pound (Circuito independente) / Sitout double underhook powerbomb (WWE)
  - Running powerslam – OVW; Usado como ataque secundário na WWE e em circuitos independentes
  - Snap DDT
  - Double leg slam
  - Spear
  - Spinning spinebuster
  - STO
  - Belly to Belly Suplex
  - Vertical Suplex

- Managers
  - Theodore Long
  - John Cena

- Músicas de entrada
  - "Hate Me Now" de Nas (Circuito independente)
  - "Chopping Block" de Jim Johnston (WWE)
  - "Dawgs Out Here" de Jim Johnston (WWE)
  - "MacMilitant" de Jim Johnston (WWE)

## Títulos e prêmios
- Hazeltown Wrestling Alliance
  - HWA Heavyweight Championship (1 vez)
- Insane Hardcore Wrestling
  - IHW Heavyweight Championship (1 vez)
- NWA Southwest
  - NWA Texas Heavyweight Championship (3 vezes)[1]
- Northeast Wrestling Federation
  - NWF Heavyweight Championship (8 vezes)
- Ohio Valley Wrestling
  - OVW Southern Tag Team Championship (1 vez) - com Shelton Benjamin[2]
- XCW Wrestling
  - XCW Heavyweight Championship (1 vez)[3]